# راجنار هورث
راجنار هورث (بالسويدية: Ragnar Hjorth) (2 مايو مايو 1887 في أبرشية جاكوبس، ستوكهولم - 2 مايو 1971 في أبرشية أوسكار، ستوكهولم)  مهندس معماري سويدي.

## صور (أعمال مختارة)

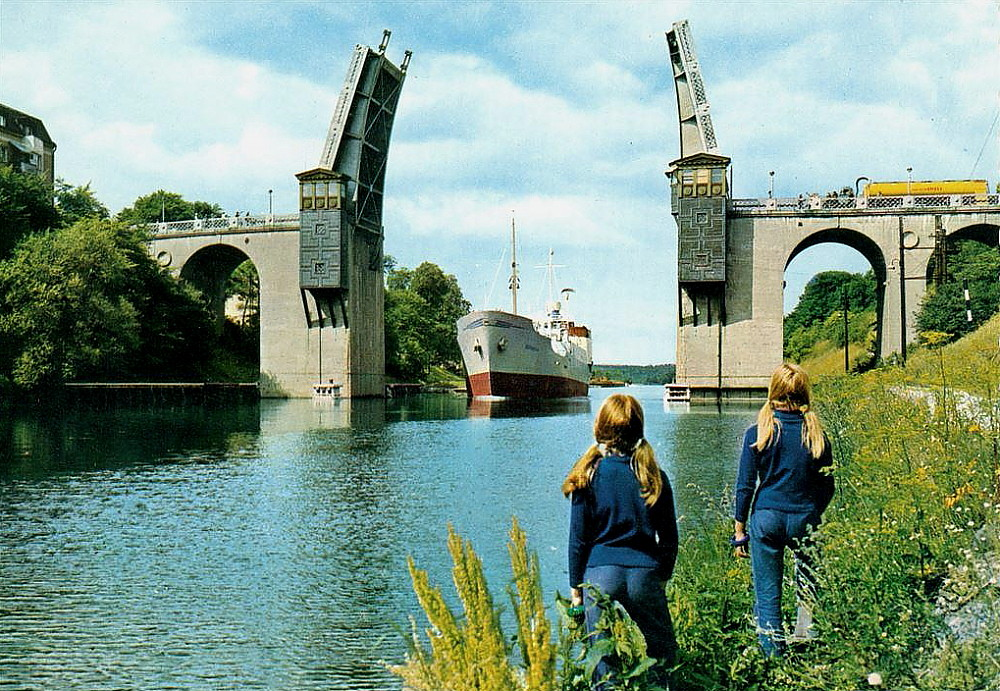
أول جسر فوق قناة سودرتاليا عام 1924.
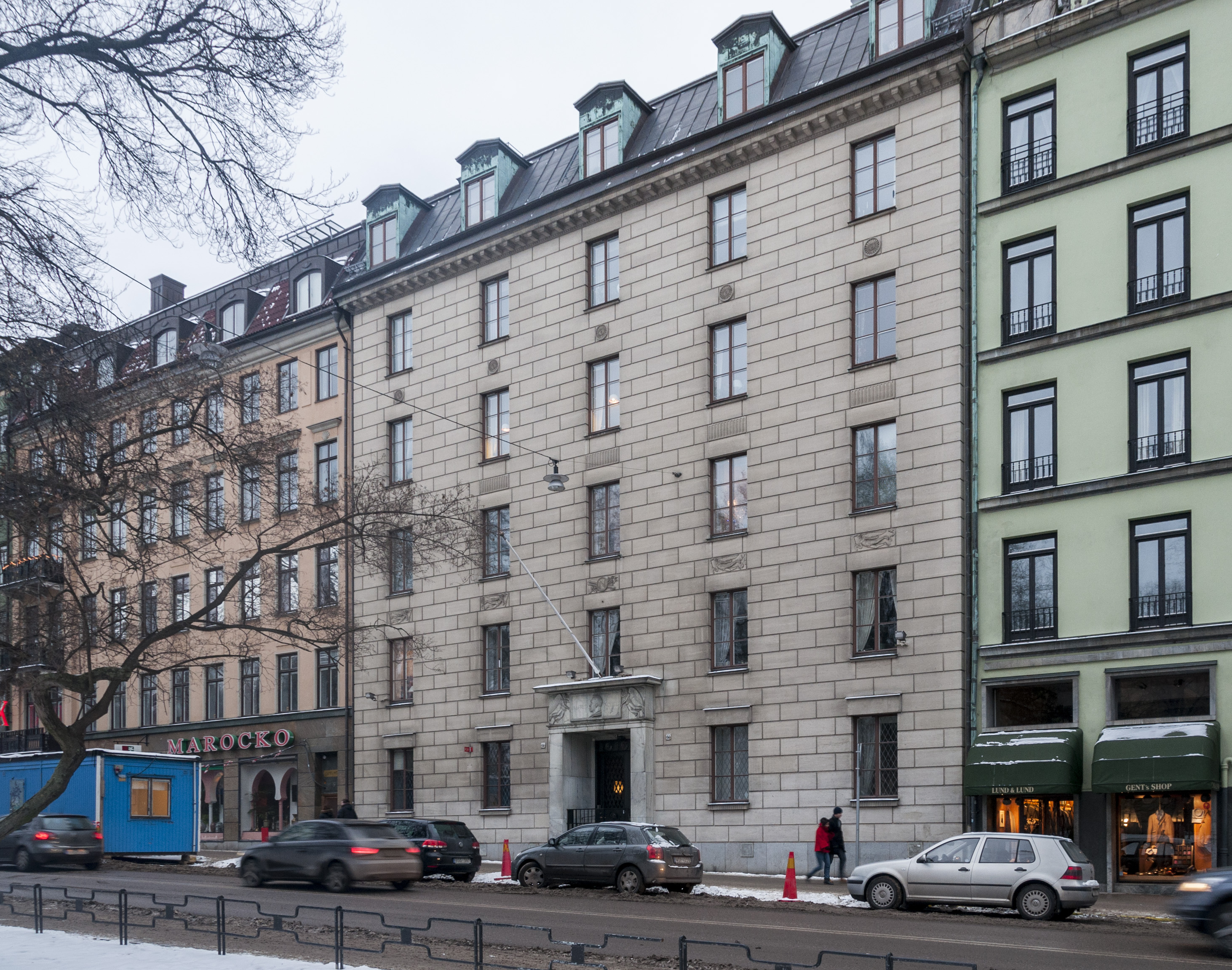
بيت مؤسسة نوبل، ستوكهولم، 1924-1926
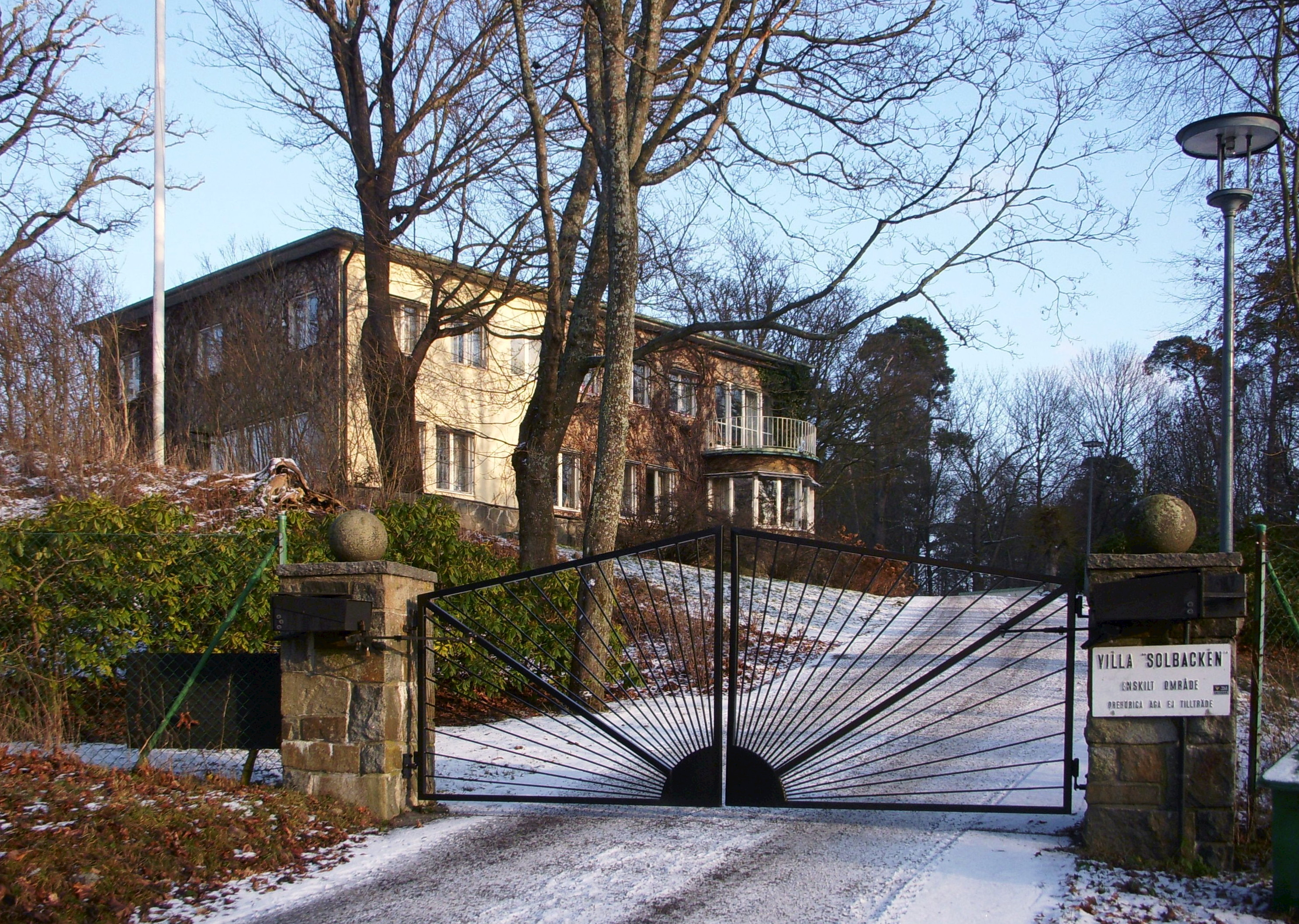
فيلا سولباكين، ستوكهولم، 1930
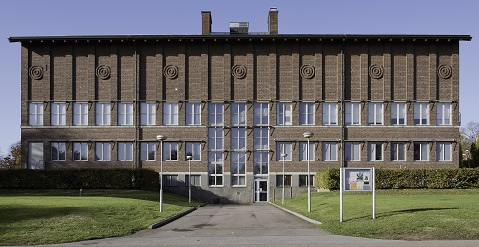
متحف هالاند للفنون، 1933
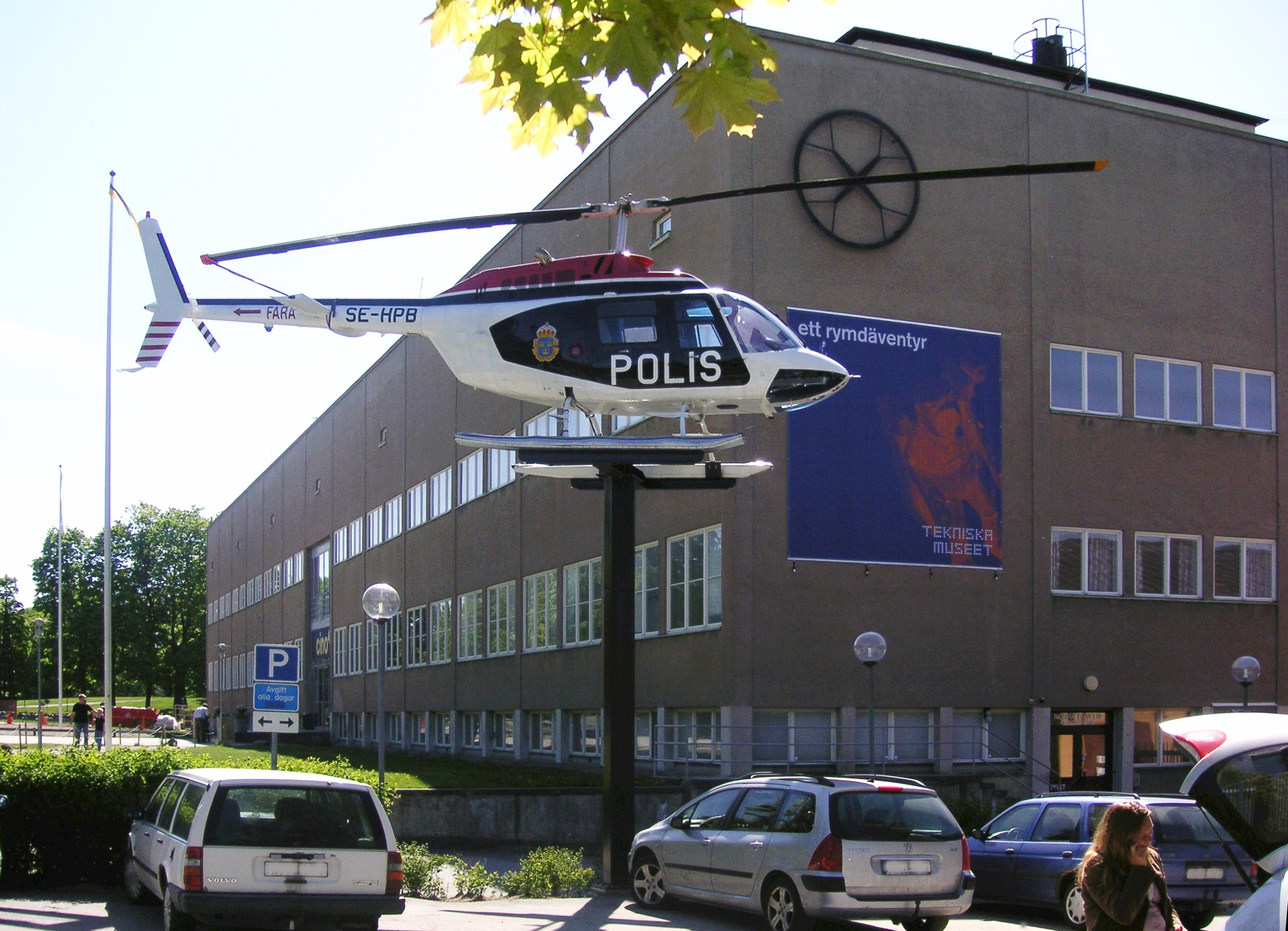
المتحف الوطني السويدي للعلوم والتكنولوجيا، ستوكهولم، 1934-1936
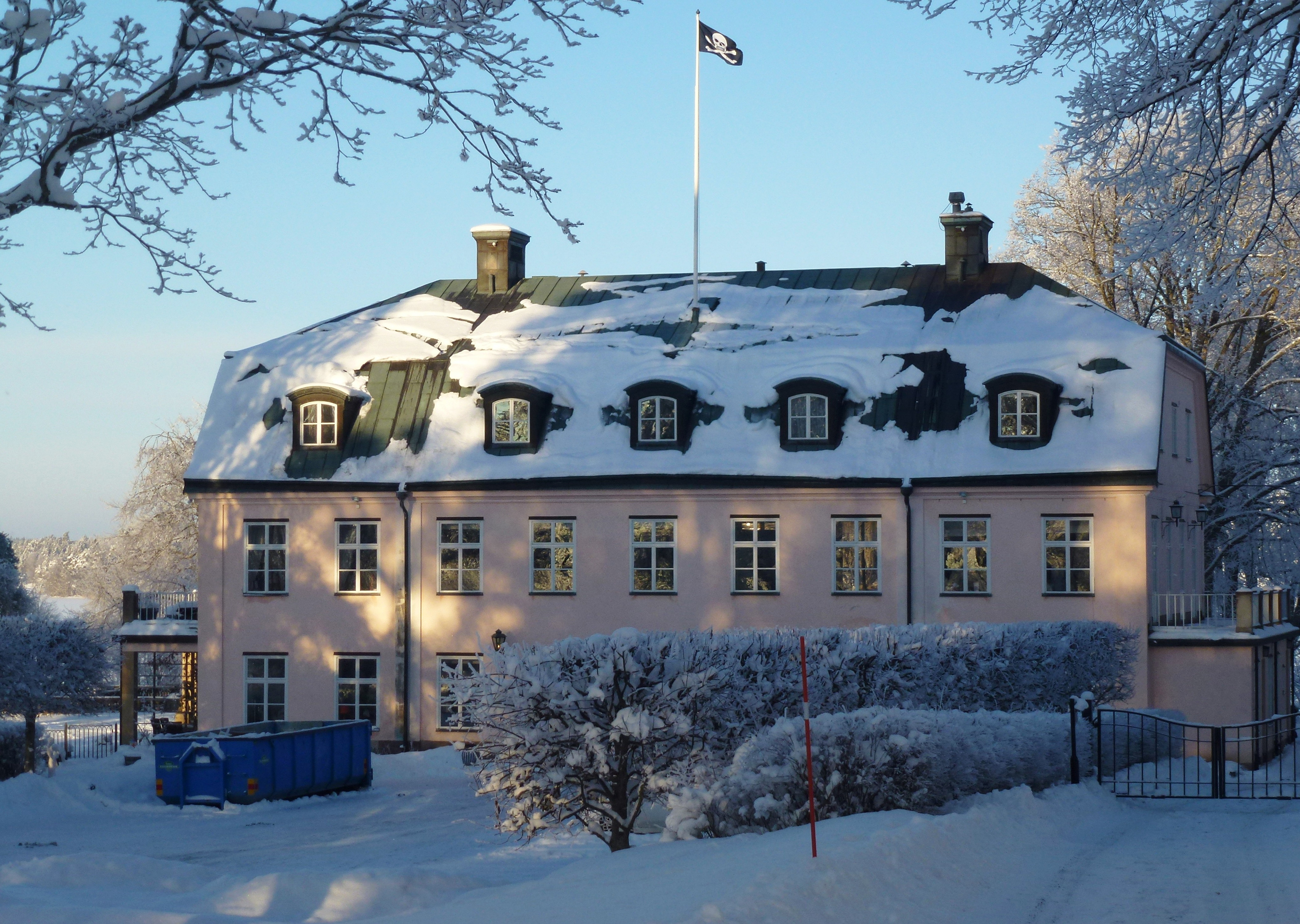
مزرعة مالمفيك، إعادة البناء، 1963

## قراءة مُوسّعة
- Sven Ivar Lind: Ragnar Hjorth i Svenskt biografiskt lexikon (1971-1973)